# بافود دياكيتيه
بافود دياكيتيه (بالفرنسية: Bafodé Diakité)‏ (مواليد 6 يناير 2001) هو لاعب كرة قدم فرنسي يلعب كمدافع في نادي تولوز.

## روابط خارجية
- بافود دياكيتيه على موقع الاتحاد الأوربي (الإنجليزية)
- بافود دياكيتيه على موقع رابطة كرة القدم الفرنسية للمحترفين (الإنجليزية)
- بافود دياكيتيه على موقع قاعدة بيانات كرة القدم.إي يو (الإنجليزية)
- بافود دياكيتيه على موقع ليكيب (الفرنسية)
- بافود دياكيتيه على موقع Soccerbase.com (لاعب) (الإنجليزية)
- بافود دياكيتيه على موقع Soccerway.com (الإنجليزية)
- بافود دياكيتيه على موقع عالم كرة القدم.نت (الإنجليزية)